# Isoniscus scaber
Isoniscus scaber är en kackerlacksart som beskrevs av Robert Walter Campbell Shelford 1909. Isoniscus scaber ingår i släktet Isoniscus och familjen jättekackerlackor. Inga underarter finns listade i Catalogue of Life.